# Bosnien och Hercegovina i olympiska sommarspelen 2012
Bosnien och Hercegovina deltog i olympiska sommarspelen 2012 som ägde rum i London i Storbritannien mellan den 27 juli och den 12 augusti 2012.

## Friidrott
Till friidrottstävlingarna kvalificerade Bosnien och Hercegovina följande idrottare:
Damer
| Tävlande     | Gren    | Final    | Final     |
| Tävlande     | Gren    | Resultat | Placering |
| ------------ | ------- | -------- | --------- |
| Lucia Kimani | Maraton | DNF      | DNF       |

Herrar
| Tävlande    | Gren        | Kval     | Kval      | Final            | Final            |
| Tävlande    | Gren        | Resultat | Placering | Resultat         | Placering        |
| ----------- | ----------- | -------- | --------- | ---------------- | ---------------- |
| Kemal Mešić | Kulstötning | 19.60    | 24        | Gick inte vidare | Gick inte vidare |

## Judo
Herrar
| Idrottare  | Gren                    | 32-delsfinal                | Sextondelsfinal      | Åttondelsfinal       | Kvartsfinal          | Semifinal            | Återkval             | Bronsmatch           | Final                | Final     |
| Idrottare  | Gren                    | Motståndare Resultat        | Motståndare Resultat | Motståndare Resultat | Motståndare Resultat | Motståndare Resultat | Motståndare Resultat | Motståndare Resultat | Motståndare Resultat | Placering |
| ---------- | ----------------------- | --------------------------- | -------------------- | -------------------- | -------------------- | -------------------- | -------------------- | -------------------- | -------------------- | --------- |
| Amel Mekić | Halv tungvikt (-100 kg) | Hwang H-t (KOR) L 0002–0021 | Gick inte vidare     | Gick inte vidare     | Gick inte vidare     | Gick inte vidare     | Gick inte vidare     | Gick inte vidare     | Gick inte vidare     |           |

## Simning
Damer
| Tävlande       | Gren           | Heat    | Heat      | Semifinal        | Semifinal        | Final            | Final            |
| Tävlande       | Gren           | Tid     | Placering | Tid              | Placering        | Tid              | Placering        |
| -------------- | -------------- | ------- | --------- | ---------------- | ---------------- | ---------------- | ---------------- |
| Ivana Ninković | 100 m bröstsim | 1.14,04 | 41        | Gick inte vidare | Gick inte vidare | Gick inte vidare | Gick inte vidare |

Herrar
| Tävlande     | Gren         | Heat    | Heat      | Semifinal        | Semifinal        | Final            | Final            |
| Tävlande     | Gren         | Tid     | Placering | Tid              | Placering        | Tid              | Placering        |
| ------------ | ------------ | ------- | --------- | ---------------- | ---------------- | ---------------- | ---------------- |
| Ensar Hajder | 200 m medley | 2.05,70 | 36        | Gick inte vidare | Gick inte vidare | Gick inte vidare | Gick inte vidare |

## Skytte
Herrar
| Tävlande       | Gren                    | Kvalifikation | Kvalifikation | Final            | Final            |
| Tävlande       | Gren                    | Poäng         | Plats         | Poäng            | Plats            |
| -------------- | ----------------------- | ------------- | ------------- | ---------------- | ---------------- |
| Nedžad Fazlija | 50 m gevär 3 positioner | 1149          | 38            | Gick inte vidare | Gick inte vidare |
| Nedžad Fazlija | 50 m gevär liggande     | 587           | 45            | Gick inte vidare | Gick inte vidare |
| Nedžad Fazlija | 10 m luftgevär          | 585           | 44            | Gick inte vidare | Gick inte vidare |